# Saidiya Hartman
Saidiya Hartman, född 1950, är en amerikansk författare och akademiker. Hon är professor i engelska och komparativ litteratur vid Columbia University. Hennes forskningsområden är bl.a. afroamerikansk historia, genusstudier och feminism.
Hartman har en BA från Wesleyan University (1984) och en PhD från Yale University (1992). Hartman var som professor en del av the Department of English and African American Studies på the University of California, Berkeley 1992 - 2006. Saidiya Hartman tilldelades ett MacArthurs Fellowship 2019.
Tidigare har hon tilldelats Whitney Oates Fellowship vid Princeton University (2002), Cullman Fellow vid the New York Public Library (2016 – 2017), Critical Inquiry Visiting Professor vid University of Chicago (2018), och Guggenheim Fellowship (2018-19). 
Hennes första bok Scenes of Subjection: Terror, Slavery, and Self-Making in Nineteenth-Century America gavs ut 1997 följd av Lose Your Mother: A Journey Along the Atlantic Slave Route (2007) och Wayward Lives, Beautiful Experiments: Intimate Histories of Social Upheaval (2019) vilken tilldelades 2019 National Book Critics Circle Award (Criticism). Hartman har även publicerats i bl.a. South Atlantic Quarterly, Brick, Small Axe, Callaloo, The New Yorker och The Paris Review.
Hartman är mest känd för konceptet "critical fabulation" vilket hon introducerar i artikeln "Venus in Two Acts" och är ett genomgående tema i hennes senare verk. Hartman använder sig av "Critical Fabulation" i sitt arbete som metod för att ifrågasätta och bygga vidare på traditionell historieskrivning genom att föreställa och framställa de liv som inte dokumenterats. 